# Burgstall Michaelsberg
Der Burgstall Michaelsberg ist eine abgegangene Spornburg auf dem 480,2 m ü. NHN hohen Plateau des Michelsberges südsüdwestlich des Marktes Kipfenberg im Landkreis Eichstätt in Bayern. Die Anlage wird als Bodendenkmal unter der Aktennummer D-1-7034-0048 im Bayernatlas als „Abschnittsbefestigung und Siedlung der Bronze-, Urnenfelder-, Hallstatt- und Latènezeit, der römischen Kaiserzeit, der Völkerwanderungszeit und des Frühmittelalters, hoch- und spätmittelalterliche Burg“ geführt. 300 m südwestlich und 60 m tiefer fließt die Altmühl vorbei.
Vermutlich handelte es sich auf dem etwa 150 Meter langen Spornplateau um eine frühgeschichtliche Wallburg (Abschnittsbefestigung), möglicherweise auch um ein römisches Bergheiligtum und später eine mittelalterliche Fliehburg als deren Besitzer ein Ritter von Holzheim vermutet wird. Später stand dort die heute nur noch in den Fundamenten vorhandene Michaelskirche.
Von der ehemaligen Burganlage sind noch Reste von Wällen, Gräben und Mauern erhalten.